# Palacios de Rueda
Palacios de Rueda es una localidad española perteneciente al municipio de Cubillas de Rueda, en la provincia de León, comunidad autónoma de Castilla y León.

## Geografía

### Ubicación
| Noroeste: Santibáñez de Rueda | Norte: Villapadierna      | Noreste: Villapadierna        |
| Oeste: Carbajal de Rueda      |                           | Este: Corcos                  |
| Suroeste Quintanilla de Rueda | Sur: Quintanilla de Rueda | Sureste: Quintanilla de Rueda |

## Demografía
Evolución de la población
| Gráfica de evolución demográfica de Palacios de Rueda entre 2000 y 2017 |
|                                                                         |
| Población de derecho (2000-2017) según el padrón municipal del INE      |